# Anyphops barnardi
Anyphops barnardi là một loài nhện trong họ Selenopidae.
Loài này thuộc chi Anyphops. Anyphops barnardi được George Newbold Lawrence miêu tả năm 1940.